# 段承根
段承根（？—450年），武威郡姑臧县（今甘肃省武威市）人，十六国到北魏文人，段晖之子。
段承根起初生活在西秦，西秦衰落之后，他随父亲投靠了吐谷浑的慕璝。慕璝归附北魏后，段承根也归顺了北魏。段承根喜好学问与辩论，富有文才。经司徒崔浩推荐，担任著作郎。他的文章在当时受到人们的重视，但行为却被指责为轻薄。敦煌公李宝非常赏识他，段承根曾向李宝赠诗。太平真君十一年（450年），崔浩被处决，段承根与宗钦等人一同被判处死罪。